# A Kínai Köztársaság az 1972. évi téli olimpiai játékokon
A Kínai Köztársaság a japán Szapporóban megrendezett 1972. évi téli olimpiai játékok egyik részt vevő nemzete volt. Az országot az olimpián 2 sportágban 5 sportoló képviselte, akik érmet nem szereztek. A Kínai Köztársaság először vett részt a téli olimpiai játékokon.

## Alpesisí
Férfi
| Versenyző       | Versenyszám      | Selejtező | Selejtező | Döntő    | Döntő    | Döntő    | Döntő    | Döntő      | Döntő      |
| Versenyző       | Versenyszám      | Selejtező | Selejtező | 1. futam | 1. futam | 2. futam | 2. futam | Összesítés | Összesítés |
| Versenyző       | Versenyszám      | Idő       | Hely      | Idő      | Hely     | Idő      | Hely     | Idő        | Helyezés   |
| --------------- | ---------------- | --------- | --------- | -------- | -------- | -------- | -------- | ---------- | ---------- |
| Wang Cheng-Che  | Műlesiklás       | 2:28,89   | 31.       | 1:31,57  | 49.      | 1:29,41  | 35.      | 3:00,98    | 35.        |
| Wang Cheng-Che  | Óriás-műlesiklás |           |           | 2:15,80  | 59.      | 2:19,83  | 47.      | 4:35,63    | 47.        |
| Chia Kuo-Liang  | Műlesiklás       | kizárták  | kizárták  | 1:35,23  | 51.      | 1:32,50  | 37.      | 3:07,73    | 37.        |
| Chia Kuo-Liang  | Óriás-műlesiklás |           |           | kizárták | kizárták | kiesett  | kiesett  | kiesett    | kiesett    |
| Hwang Wei-Chung | Műlesiklás       | kizárták  | kizárták  | 1:33,43  | 50.      | 1:31,51  | 36.      | 3:04,94    | 36.        |
| Hwang Wei-Chung | Óriás-műlesiklás |           |           | 2:11,29  | 58.      | 2:29,58  | 48.      | 4:40,87    | 48.        |
| Chen Yun-Ming   | Műlesiklás       | 2:19,65   | 29.       | 1:27,98  | 48.      | 1:25,49  | 34.      | 2:53,47    | 34.        |
| Chen Yun-Ming   | Óriás-műlesiklás |           |           | kizárták | kizárták | kiesett  | kiesett  | kiesett    | kiesett    |

## Sífutás
Férfi
| Versenyző       | Versenyszám | Eredmény   | Helyezés |
| --------------- | ----------- | ---------- | -------- |
| Liang Reng-Guey | 15 km       | 1:03:35,66 | 62.      |